# Larré (Orne)
Larré ist eine französische Gemeinde mit 467 Einwohnern (Stand: 1. Januar 2022) im Département Orne in der Region Normandie. Larré gehört zum Arrondissement Alençon und zum Kanton Écouves (bis 2015: Kanton Alençon-3). Die Gemeinde ist Teil des Gemeindeverbandes Communauté urbaine d’Alençon. Die Einwohner werden Larrétois genannt.

## Geographie
Larré liegt etwa neun Kilometer nordöstlich von Alençon. Die Gemeinde gehört zum Regionalen Naturpark Normandie-Maine. Umgeben wird Larré von den Nachbargemeinden Ménil-Erreux im Norden und Osten, Hauterive im Südosten, Semallé im Süden und Südwesten sowie Écouves im Westen.

## Bevölkerungsentwicklung
| Jahr                      | 1962 | 1968 | 1975 | 1982 | 1990 | 1999 | 2006 | 2013 |
| ------------------------- | ---- | ---- | ---- | ---- | ---- | ---- | ---- | ---- |
| Einwohnerzahl             | 210  | 206  | 257  | 326  | 365  | 384  | 403  | 423  |
| Quelle: Cassini und INSEE |      |      |      |      |      |      |      |      |

## Sehenswürdigkeiten
- Kirche Saint-Pierre aus dem 17. Jahrhundert

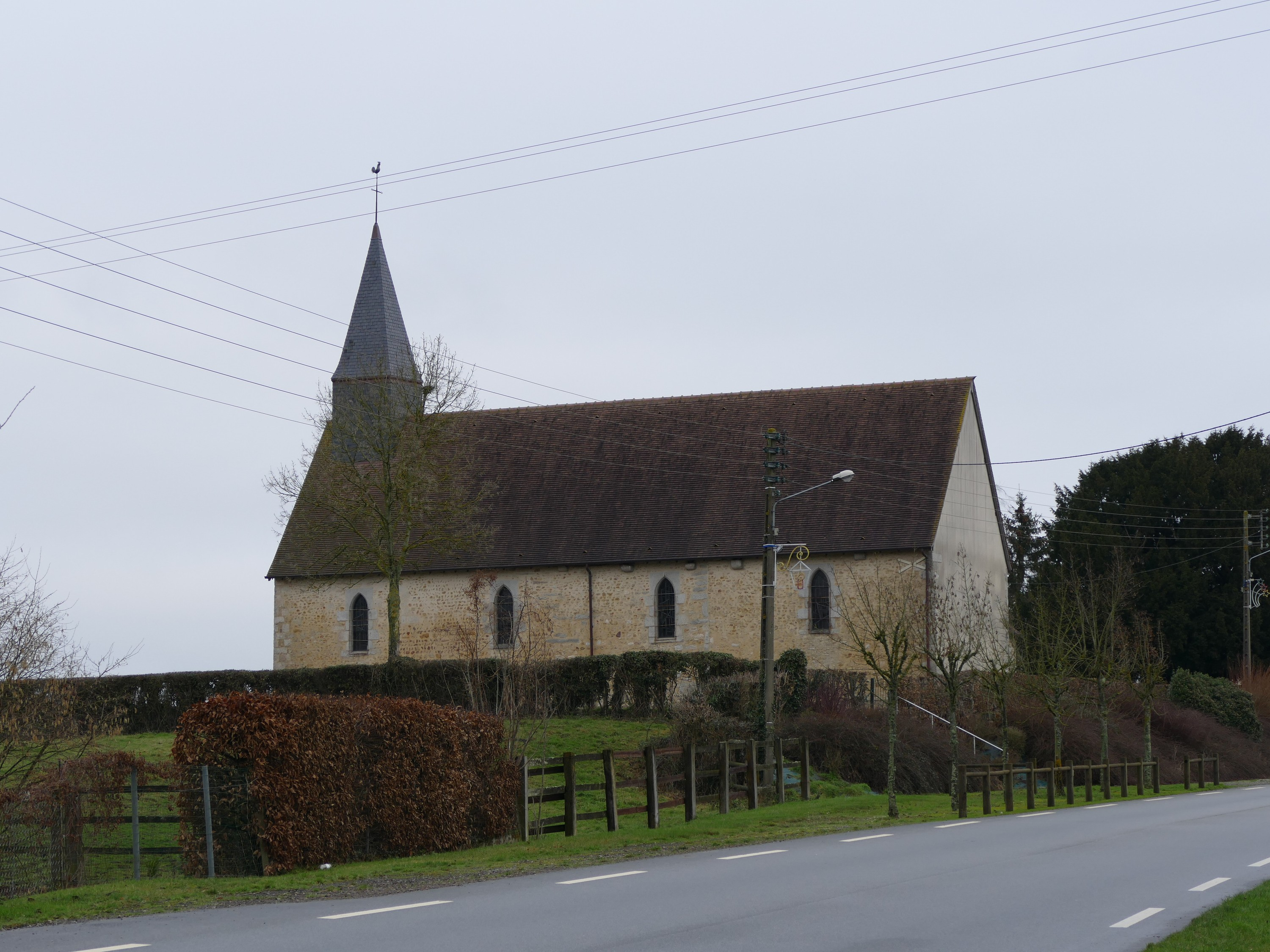
Kirche Saint-Pierre

- Herrenhaus von La Cour